# Ana Cristina Cesar
Ana Cristina Cruz Cessar, (Rio de Janeiro, 2 de juny de 1952 - ibídem, 29 d'octubre de 1983) va ser una poetessa i traductora feminista brasilera. És considerat un dels noms més importants en la generació del mimeògraf de la dècada de 1970 i el seu nom és sovint vinculat amb el moviment de la Poesia Marginal.

## Biografia
Filla de Maria Luiza Cruz i del sociòleg i periodista Waldo Aranha Lenz Cessar, Ana Cristina va néixer en una família culta i protestant de classe mitjana. Va tenir dos germans: Flavio i Felipe.
Fins i tot abans de rebre educació formal, li dictava poemes a la seva mare a l'edat de sis anys, els que van començar a publicar-se el 1959 en algunes revistes. El 1969, Ana Cristina va viatjar a Anglaterra d'intercanvi i va passar un temps a Londres, on va tenir contacte amb la literatura anglesa. Al seu retorn a Brasil, va ingressar a la Facultat d'Arts de la Pontifícia Universitat Catòlica de Rio de Janeiro (PUC-RJ) als dinou anys; a més, va portar amb si textos d'Emily Dickinson, Sylvia Plath i Katherine Mansfield, els que es va dedicar a traduir.

Ana Cristina Cruz Cesar va començar a publicar poemes i textos de prosa poètica en la dècada de 1970 en col·leccions, revistes i periòdics alternatius. Els seus primers llibres, Sopars d'Abril i Correspondència Completa, es van publicar en editorials independents. Paral·lel a l'escriptura de poemaris, Ana Cristina també es va dedicar a la recerca literària, va realitzar un mestratge en comunicacions a la Universitat Federal de Rio de Janeiro (UFRJ), va viatjar novament a Anglaterra amb la finalitat de cursar un mestratge en traducció literària a la Universitat d'Essex el 1980; al seu retorn a Riu, va publicar Luvas de Pelica que va escriure a Anglaterra. En les seves obres, Ana Cristina César té una prima línia entre la ficció i l'autobiografia.
A l'edat de trenta-un anys es va suïcidar, llançant-se per la finestra del departament de la seva mare i el seu pare, en el vuitè pis d'un edifici del carrer Tonelero en Copacabana. Armando Freitas Filho, poeta brasiler, era el seu millor amic, i va ser a ell a qui va deixar la responsabilitat de cuidar les seves publicacions pòstumes. Els escrits personals de l'autora estan sota la tutela de l'Institut Moreira Surt-los. La família va cedir els escrits de la seva estada a Rio de Janeiro; no obstant això, se sap que moltes de les seves cartes van ser censurades per la família, especialment aquelles que l'escriptora va rebre de Caio Fernando Abreu.

## Principals obres

### Poesia
- A Teus Pés (1982).
- Inèdits i Dispersos (1985).
- Novas Seletas (pòstum, editat per Armando Freitas Filho).

### Crítica
- Literatura não é document (1980).
- Crítica i Tradução (1999).

### Altres
- Correspondência Incompleta
- Escrits no Rio (pòstum, editat per Armando Freitas Filho).
- Escrits em Londres (pòstum, editat per Armando Freitas Filho).
- 26 Poetes Hoje (antologia de Heloísa Buarque).